# Sainte-Radégonde-des-Noyers
Sainte-Radégonde-des-Noyers är en kommun i departementet Vendée i regionen Pays de la Loire i västra Frankrike. Kommunen ligger i kantonen Chaillé-les-Marais som tillhör arrondissementet Fontenay-le-Comte. År 2022 hade Sainte-Radégonde-des-Noyers 982 invånare.

## Befolkningsutveckling
Antalet invånare i kommunen Sainte-Radégonde-des-Noyers
| Referens: INSEE |